# Monarchia parlamentare
     Repubblica parlamentare
     Repubblica presidenziale
     Sistemi dove l'esecutivo viene eletto dal parlamento, ma non dipende da esso (Repubblica direttoriale oppure Repubblica presidenziale mista)
     Repubblica semipresidenziale
     Monarchia parlamentare
     Monarchia costituzionale
     Monarchia assoluta
     Repubbliche monopartitiche
     Situazione politica frammentata o incerta
     Paesi in cui sono state sospese le disposizioni costituzionali riguardanti l'esecutivo

Repubblica parlamentare
Repubblica presidenziale
Sistemi dove l'esecutivo viene eletto dal parlamento, ma non dipende da esso (Repubblica direttoriale oppure Repubblica presidenziale mista)
Repubblica semipresidenziale
Monarchia parlamentare
Monarchia costituzionale
Monarchia assoluta
Repubbliche monopartitiche
Situazione politica frammentata o incerta
Paesi in cui sono state sospese le disposizioni costituzionali riguardanti l'esecutivo

Gli stati con sistema monarchico parlamentare (in verde scuro).

La monarchia parlamentare è una forma di governo, appartenente alle forme di democrazia rappresentativa, che prevede la prevalenza del parlamento rispetto a quelle del monarca, di solito relegato in un ruolo cerimoniale.

## Descrizione

### L'archetipo della monarchia parlamentare: il Regno Unito
Il classico esempio di monarchia parlamentare è rappresentato dal Regno Unito. Secondo il motto tradizionale, il sovrano britannico regna, ma non governa. Il potere esecutivo è affidato al governo guidato dal primo ministro. La nomina del premier è affidata al monarca, dovendo esso scegliere il leader del partito che abbia vinto le elezioni. Nei fatti, il primo ministro guida la politica nazionale, ma non può nominare e revocare a sua discrezione i ministri né sciogliere il parlamento, in quanto tali atti legalmente possono essere effettuati solamente dal monarca. Nel momento in cui si debbano affrontare problemi di particolare delicatezza politica, è uso che si riunisca il Consiglio di Gabinetto, un'assemblea ristretta formata solo dai ministri più importanti. Due ministri hanno particolari compiti istituzionali: il Cancelliere dello Scacchiere, che è il titolare delle finanze, e il Lord cancelliere, ministro della giustizia.
Il parlamento ha una struttura bicamerale. La Camera dei comuni è eletta a suffragio universale con un sistema maggioritario che ha storicamente strutturato la competizione partitica su un modello bipartitico, che garantisce forti e stabili maggioranze assolute nell'assemblea e la conseguente formazione di governi monopartitici, secondo il cosiddetto modello Westminster. Come già detto, il capo del partito che abbia vinto le elezioni viene nominato alla guida del governo, configurando una impropria forma di investitura popolare dello stesso. È sempre possibile, tuttavia, in omaggio al principio parlamentista, la sostituzione del premier nel corso della legislatura, nel momento in cui il partito di governo cambi il suo capo. È da notarsi come, a differenza di sistemi a tendenza partitocratica come quello italiano, nel sistema inglese, onde preservare il ruolo dei deputati eletti dal popolo, la sostituzione del presidente del partito di governo non avvenga ad opera del congresso del partito stesso, ma solo per mano del suo gruppo parlamentare.
Ai Comuni si affianca la Camera dei lord, composta da membri vitalizi ed ereditari nelle figure degli aristocratici insigniti dei più alti titoli nobiliari del Regno, nonché da componenti vitalizi corrispondenti ai detentori delle più alte cariche giudiziarie, ai vescovi della Chiesa anglicana e ai senatori nominati dal monarca su indicazione del governo. Il presidente dell'assemblea è il Lord cancelliere. Istituzionalmente i poteri della Camera Alta sono molto esigui, limitandosi alla possibilità di rallentare l'iter legislativo, e affidandosi, per il resto, alla capacità di persuasione politica derivata dall'alto profilo e prestigio dei suoi componenti.
Il potere giudiziario, basato sui principi della common law, ha spiccati caratteri tradizionalisti. Con una riforma del 2005 è stata istituita una Corte suprema del Regno Unito, investita dei poteri di tribunale di ultima istanza in precedenza affidati ai Lords.
Per il tramite del Commonwealth, il modello parlamentarista britannico si è diffuso in gran parte delle ex colonie inglesi. Addirittura, diversi Paesi riconoscono tutt'oggi Sua Maestà il re Carlo III come il proprio sovrano, localmente rappresentato da un governatore generale; ciò anche se in questi Paesi i poteri del monarca sono ancora meno forti che nel Regno Unito.

## Repubbliche coronate
Le monarchie parlamentari fortemente limitate, come quelle del Regno Unito e dell'Australia, sono state definite "repubbliche coronate" dagli scrittori H.G. Wells e Glenn Patmore.

## Stati retti da monarchie parlamentari
- Andorra
- Antigua e Barbuda
- Australia
- Bahamas
- Belgio
- Belize
- Cambogia
- Canada
- Danimarca
- Grenada
- Giamaica
- Giappone
- Lesotho
- Lussemburgo
- Malaysia
- Paesi Bassi
- Norvegia
- Nuova Zelanda
- Papua Nuova Guinea
- Regno Unito
- Saint Kitts e Nevis
- Saint Lucia
- Saint Vincent e Grenadine
- Isole Salomone
- Samoa
- Spagna
- Svezia
- Thailandia
- Tuvalu

### Casi particolari
- Vi è associabile il caso di Andorra, che differisce per il solo fatto che i regnanti sono due anziché uno solo, costituendo dunque una diarchia. Inoltre, uno dei due principi è il presidente della Repubblica francese, che è eletto dal corpo elettorale francese.
- Un caso particolarissimo è quello della Malaysia. Essendo una federazione, il capo dello Stato viene scelto ogni cinque anni dai Sovrani locali fra di essi. Il neoeletto mantiene le dignità regali mutuate dal suo regno locale, pur avendo a tutti gli effetti una carica a tempo.